# IFK Kalmar
IFK Kalmar ist ein schwedischer Frauenfußballverein aus Kalmar.

## Geschichte
Der IFK Kalmar hat seine Wurzeln in der Guttemplerbewegung und gründete sich 1970, der Fokus lag anfangs auf Männerfußball und Turnen. Ab 1972 besaß der Verein eine Frauenfußballmannschaft, seit 2005 ist der Klub ein reiner Frauenfußballverein.
Die Fußballerinnen spielten zunächst lange Zeit im unterklassigen Ligabereich. Ende 2009 stiegen sie in die zweitklassige Division 1 auf, wo sie 2012 als Tabellenfünfte der Südstaffel die Qualifikation für die neu eingeführte zweitklassige Elitettan schafften. Am Ende der Spielzeit 2013 verpasste die Mannschaft zusammen mit Östers IF und Sundsvalls DFF den Klassenerhalt, schaffte aber den direkten Wiederaufstieg. In der Spielzeit 2017 wurde sie dort Vizemeister hinter Växjö DFF und stieg damit erstmals in die Damallsvenskan auf, wo der Neuling in der Spielzeit 2018 chancenlos war und mit nur einem Sieg aus 22 Saisonspielen als abgeschlagenes Schlusslicht direkt wieder abstieg. Nach zwei Plätzen im vorderen Mittelfeld gelang in der Spielzeit 2021 hinter Umeå IK damfotboll erneut die mit dem Erstligaaufstieg verbundene Vizemeisterschaft. Dieses Mal hielt der Klub auf dem letzten Nichtabstiegsplatz die Klasse, blieb aber in der folgenden Saison ohne eigenen Sieg. Auch in der Zweitliga-Spielzeit 2024 war der Klub Schlusslicht und wurde in die Drittklassigkeit durchgereicht.